# Gizi Bajor
Dans le nom hongrois Bajor Gizi, le nom de famille précède le prénom, mais cet article utilise l’ordre habituel en français Gizi Bajor, où le prénom précède le nom.
Gizi Bajor, née Gizella Beyer le 19 mai 1893 à Budapest et morte le 12 février 1951 dans la même ville, est une actrice hongroise.

## Biographie
Son père, un ancien ingénieur, et sa mère, d'origine italienne, tenaient le  Café Báthory sur le Kálvin tér.
Après avoir passé trois ans à l'Académie royale d'art dramatique entre 1911 et 1914, elle rejoint le théâtre national où elle restera jusqu'à sa mort, à l'exception de la saison 1924-25.
Elle fut mariée à Tibor Germán, Paupera Ferenc (hu) et Ödön Vajda, et, entre 1925 et 1928, elle entretint une relation avec Lajos Zilahy.

## Distinction
- prix Kossuth (1948)

## Hommage
Le musée Bajor Gizi Színészmúzeum (hu) porte son nom.

## Galerie

### Théâtre

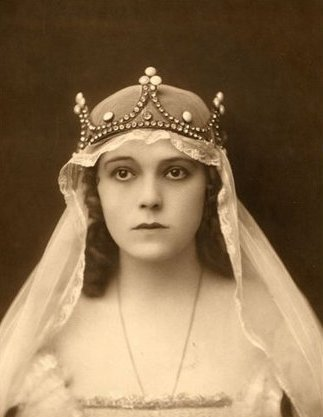
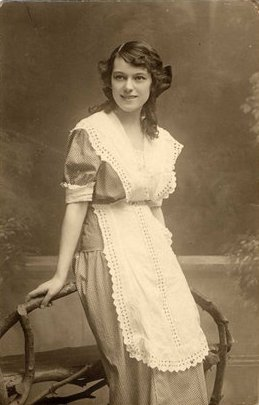
En Annuska dans une œuvre de Géza Gárdonyi
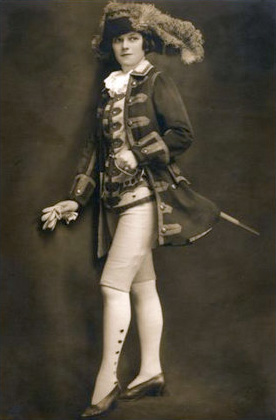
Le Mariage de Figaro, Beaumarchais
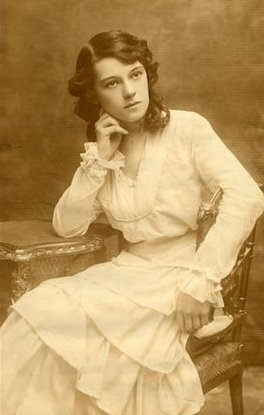
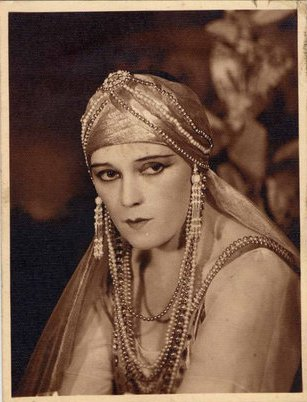
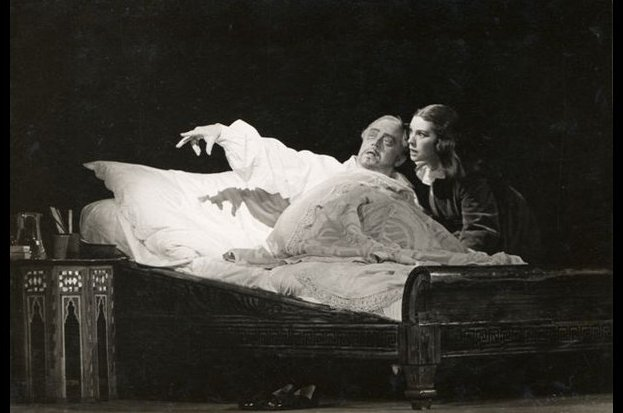
Avec Gyula Csortos dans Le deuil sied à Électre d'Eugene 0'Neill en 1937

### Cinéma

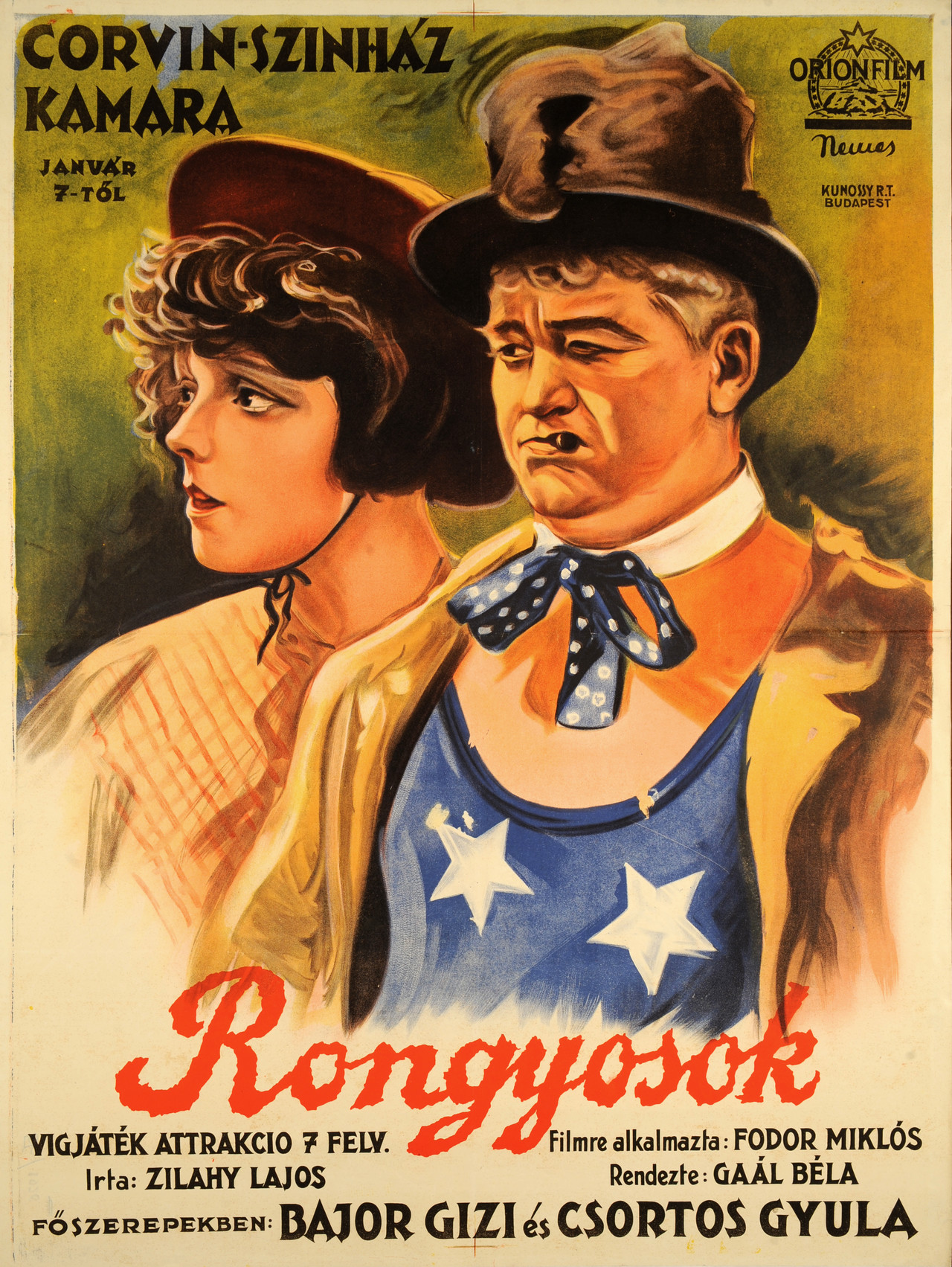
Rongyosok de Béla Gaál. Avec Gyula Csortos. Affiche de György Nemes.

## Filmographie
- 1926 : Rongyosok
- 1930 : Kacagó asszony
- 1930 : Az orvos titka
- 1938 : Két fogoly